# Médaille pour la victoire sur le Japon
La médaille pour la victoire sur le Japon (en russe : Медаль « За победу над Японией ») est une médaille commémorative des campagnes de l'Union soviétique durant la Seconde Guerre mondiale. Elle fut créée le 30 septembre 1945 par décret du Præsidium du Soviet suprême de l’Union soviétique, pour commémorer la victoire soviétique sur l'empire du Japon dans la guerre soviéto-japonaise à la fin de la Seconde Guerre mondiale. Le statut de la médaille a été modifié le 18 juillet 1980 par décret du Præsidium du Soviet suprême de l’URSS n° 2523-X.